# (37549) 1981 ET30
1981 ET30 (asteroide 37549) é um asteroide da cintura principal. Possui uma excentricidade de 0.05102360 e uma inclinação de 6.28252º.
Este asteroide foi descoberto no dia 2 de março de 1981 por Schelte J. Bus em Siding Spring.